# 孙燕 (1968年)
孙燕（1968年4月—），上海人，汉族，中国国民党革命委员会党员。中华人民共和国政治人物、第十三届全国人民代表大会广西壮族自治区代表。

## 生平
2018年，孙燕被选为广西壮族自治区出席第十三届全国人民代表大会代表。